# 朝考
朝考是清代创制的一种考试制度。雍正元年（1727年）始行。各省举人在會試、殿试中式之後，一甲三名賜進士及第，直接授予翰林院職位，二、三甲的進士在賜出身之後，復於保和殿試論、奏議、詩、賦各一篇，隨後綜合朝考成績和殿試名次授予官職，最優者選為翰林院庶吉士，餘者分別授六部主事、內閣中書、知縣等。
朝考第一名稱“朝元”。